# Трач Роман Станіславович
Роман Станіславович Трач (англ. Roman Tratch; 9.04.1927, Коломия — 2 червня 2024) — американський вчений-психолог українського походження, доктор філософії, професор, член Національної академії педагогічних наук України, член Американської психологічної асоціації (APA), член Асоціації гуманістичної психології (AHP), професор психології Національного університету «Києво-Могилянська академія», заслужений професор психології у Сент Джон Фішер коледжі (США), член Наукового товариства імені Тараса Шевченка (НТШ-А).

## Біографія
Народився 1927 року в Коломиї Станіславського воєводства Другої Речі Посполитої (сьогодні — Івано-Франківська область, Україна). Там же здобув шкільну освіту. В 1945 р. опинився закордоном, у Мюнхені. Студіював психологію в Українському вільному університеті, німецькому університеті (у Філіпа Лерша), в Бельгії (Лювен), Франції (Сорбона), Канаді (Альберта і Торонто) та у США (університет Дюкейн, Пітсбурґ). Наукові ступені: ліценціят (Бельгія) і доктор філософії (Німеччина).
У житті американської діяспори, брав активну участь в українському (суботньому) шкільництві, починаючи із школи українознавства ім. Т.Шевченка в Рочестері, штат Нью-Йорк. Був членом Шкільної Ради у США, і в 1970-тих роках головою Шкільної Ради при Світовому Конґресі Вільних Українців і членом президії Конґресу.

## Професійна праця
Викладач і професор психології в системі Університету штату Нью-Йорк, коледжі у Джеймставн і Освіґо, 1955—1967.
Професор психології у Сейнт-Джон Фішер Коледж, Рочестер, штат Нью-Йорк 1967—1992. Повний член Американської психологічної асоціації, Наукового товариства ім. Шевченка в Америці і Української Вільної Академії Наук. Один із організаторів американської Асоціації гуманістичної психології.
Починаючи з 1996 р. співпрацює із членами Інституту психології ім. Г. С. Костюка Національної академії педагогічних наук України спочатку над п'ятимовним психологічним словником як консультант з німецької, французької та англійської мови.
Помітивши в українських психологів велике зацікавлення західною гуманістичною психологією, опублікував низку наукових статей з цієї ділянки в професійних журналах, а також в журналі «Сучасність» (числа за 6/1996, 2/2002, 7-8/2004, 1/2006). Виступав з промовами цю тему на наукових конфереціях і семінарах, організованих Інститутом психології. У 2005 році був запрошеним доповідати у пленарному засіданні Першого всеукраїнського конгресу психологів в Києві.
У співпраці з професором Георгієм Баллом редагував, написав вступні статті і найшов фінансування для двох томів Антології гуманістичної психології: «Гуманістичні підходи в західній психології ХХ століття», 2001 р. і «Психологія і духовність», 2005 р. , а також для перекладу з німецької праці Філіпа Лерша «Пролегомени до психології як людинознавчої науки», 2008 р. , яку зредагував з допомогою В. В. Андрієвської із Інституту психології імені Г. С. Костюка НАПН України.
У 2014 році завершив свою довгоплановану працю — наукове редагування перекладу з німецької (у співпраці з В. В. Андрієвською) і видання головної праці Ф.Лерша «Структура особи» (за її 11-тим німецьким виданням).
У 2006 році був обраний іноземним членом Національної академії педагогічних наук України, а 2012 року отримав високу відзнаку Академії — медаль Григорія Скороводи.